# العائلة (فلم 2013)
العائلة (بالإنجليزية: The Family) هو فيلم حركة أُصدر في فرنسا سنة 2013.

## القصة
رئيس عصابة مافيا وعائلته يتم إرسالهم ليقيموا في فرنسا ضمن برنامج حماية الشهود بسبب وشايته علي المافيا، وبرغم جهود عميل الاستخبارت الأمريكي ستانسفيلد (تومي لي جونز) لحمايتهم لكن أفراد العائلة (روبرت دي نيرو)، و(ميشيل فايفر) وأولادهما يعودون لعادتهم السابقة، ويكشوفون تخفيهم فيقعون في مشاكل جمة تزيد من تعقيد الأمور.

## طاقم التمثيل
- روبرت دي نيرو
- ميشيل فايفر
- ديانا أغرون
- تومي لي جونز

## الميزانية والإيرادات
بلغت تكلفة إنتاج الفيلم حوالي 30 مليون دولار بينما حقق أرباحاً تقدر بـ 36,295,445 دولار.

## روابط خارجية
- مقالات تستعمل روابط فنية بلا صلة مع ويكي بيانات